# Hyperoglyphe bythites
Hyperoglyphe bythites är en fiskart som först beskrevs av Ginsburg, 1954.  Hyperoglyphe bythites ingår i släktet Hyperoglyphe och familjen svartfiskar. Inga underarter finns listade i Catalogue of Life.